# Jacoba van den Brande
Jacoba van den Brande, född i Middelburg 4 juli 1735, död där 14 augusti 1794, var en nederländsk kulturpersonlighet. Hon var grundare och ordförande av Natuurkundig Genootschap der Dames te Middelburg (1785-1889), den första vetenskapsakademien i världen för kvinnor. 
Jacoba van den Brande var dotter till Johan Pieter van den Brande och Maria van Reigersberg och gifte sig 1760 med generaldirektör Johan Adriaen van de Perre (1738-1790).  Hon mottog en hög bildning och blev mycket förmögen genom både arv och äktenskap. Äktenskapet var barnlöst och paret ägnade sig åt en omfattande mecenatsverksamhet för konst, bildning och vetenskap efter att maken avslutat sin ämbetskarriär 1779. 
Akademien Natuurkundig Genootschap der Dames te Middelburg var en akademi för fysik och vetenskap för kvinnor och motsvarades av Middelburgse Natuurkundig Gezelschap för män. Båda var inrymda i Musaeum Medioburgense, makens barndomshem som också inhyste ett offentligt bibliotek, Middelburgse Teekenacademie (1778), Middelburgs Departement van het Zeeuwsch Genootschap der Wetenschappen (1783), apotek och apotekarskråets lokaler. 